# Fortaleza
Fortaleza là thành phố thủ phủ bang Ceará, Brasil. Đây là thành phố thủ phủ bang. Dân số năm 2010 là 2.447.409 người, là thành phố lớn thứ năm của Brasil. Thành phố có diện tích 313,8 km2. Phía bắc giáp Đại Tây Dương, phía nam là các khu tự quản Pacatuba, Eusébio, Maracanaú và Itaitinga; phía đông là Aquiraz và Đại Tây Dương; phía tây là Caucaia. Thành phố sẽ là một trong những nơi chủ nhà của 2014 FIFA World Cup.